# 오세라비
오세라비(본명: 이영희(李英姬), 1958년~)는 대한민국의 작가, 평론가, 사회운동가이다. 필명의 의미는 프랑스어 c'est la vie (IPA: [sɛ.la.vi], 이것이 인생이다)에서 왔다. 처음에는 여성주의 진영에서 활동했으나 여성주의를 비판하는 소위 반여성주의로 전향했다.

## 생애
부산직할시 출생으로 어린 시절에 경기도 인천시로 이주했다. 원래는 대한성공회 신도였으나 1980년대 말에 교회에서 이탈했다. 교파가 없는 가나안 성도(비교파 기독교인) 혹은 무종교인이 된 것으로 추정된다. 1990년대 말에 사회에서 소외된 여성들을 돕기로 결심하면서 진보주의 성향의 여성 단체에서 활동했다. 2002년에 실시된 대한민국 제16대 대통령 선거를 앞둔 상황에서 노무현 새천년민주당 후보를 지지하던 정치 단체인 노사모 회원으로 활동했고 노무현 정부 시절에는 열린우리당 대의원·여성위원회 위원, 참여정치실천연대 여성회의장을 역임했다.
2010년부터 유시민 대표가 창당한 진보주의 정당인 국민참여당에서 여성위원회 위원장, 인천 남동구 지역위원장을 역임했다. 2011년에 통합진보당 창당 과정에 합류하고 여성위원회 위원장을 역임했으나 2012년에 통합진보당 부정 경선 사건의 여파로 인하여 탈당하고 정의당 창당 과정에 합류했다. 그러나 2014년에 정의당에서 탈당하여 무소속 인사가 되면서 여성주의 진영과 결별했고 사회연대네트워크, 사회연대노동포럼에서 공동대표를 역임했다. 또한 《리얼뉴스》에 메갈리아, 워마드를 중심으로 한 급진적 여성주의를 비판하는 평론을 게재했다.
2018년 7월 9일에 대한민국 사회의 급진적 여성주의에 대한 비판적인 시각을 담은 저서 《그 페미니즘은 틀렸다》를 출간하면서 '오세라비'라는 필명을 처음 사용했는데 오세라비는 프랑스어로 "이것이 인생이다"라는 뜻을 가진 구절인 '세라비'(C'est la vie)에서 따온 이름이다. 오세라비는 2018년 8월 1일에 《세계일보》와 가진 인터뷰에서 한국여성재단을 비롯한 일부 여성주의 단체와 지식인들이 급진적 여성주의 커뮤니티 사이트인 메갈리아, 워마드를 '여성주의의 새 물결'로 정의하면서 극단적인 남성 혐오를 정당화한 사실을 지적했고 2018년 8월 8일에 TBS FM에서 방송된 라디오 프로그램 《김어준의 뉴스공장》에서도 대한민국의 급진적 여성주의가 미국에서 수입된 사실을 지적했다. 오세라비는 일본군성노예제 문제해결을 위한 정의기억연대 이사장을 역임했던 윤미향 의원과 관련된 의혹을 계기로 진보주의 성향의 여성 단체인 한국여성단체연합이 민족 해방(NL)·민족 자주·통일 운동에 편향되어 있고 대한민국의 여성주의 진영이 정치권과 유착되어 있다고 지적했다. 또한 여성가족부의 역할을 비판하면서 해체 수준에 가까운 개편의 필요성을 지적했다.
2018년 10월 27일과 11월 24일에는 당당위(당신의 가족과 당신의 삶을 지키기 위하여)가 주최한 제1차·제2차 사법부 유죄추정 규탄 시위에 참여하기도 했다. 2019년 12월부터 2020년 2월까지 하태경 의원 등이 중심이 되어 창당한 보수주의 정당인 새로운보수당에서 젠더갈등해소특별위원회 공동위원장을 역임했다. 2020년 2월부터 시민 사회 단체인 미래대안행동의 공동 대표, 여성청년위원회 위원장을 역임했으며 여명숙, 김소연과 함께 미래대안행동 여성청년위원회에서 활동했다.

## 저서
- 《그 페미니즘은 틀렸다》 (2018년 7월 9일, 좁쌀한알)
- 《그 페미니즘이 당신을 불행하게 하는 이유》 (공동 저자: 오세라비·박가분·김승한·박수현, 2019년 4월 15일, 리얼뉴스)
- 《페미니즘은 어떻게 괴물이 되었나》 (공동 저자: 오세라비·김소연·나연준, 2020년 12월 7일, 글통)
- 《성인지 감수성 트러블》 (공동 저자: 오세라비·안요한·전혜성, 2020년 12월 21일, 가을밤)
- 《도박에 빠진 청소년》 (공동 저자: 오세라비·정영길, 2020년 12월 21일, 가을밤)

## 같이 보기
- 배리나

### 내용주
1. ↑  오세라비는 학벌주의에 반대하는 차원에서 자신의 프로필에 학력을 기재하지 않았다.

### 참고주
1. 1 2 3 4 5  “[인터뷰] 페미니즘에 반기 든 ‘원조 페미’ 오세라비 작가”. 《월간조선》. 2021년 3월. 2021년 5월 17일에 확인함.
2. 1 2  “페미 안티가 된 원조 페미 "정치와 얽힌 K페미니즘은 괴물"”. 《중앙일보》. 2021년 1월 22일. 2021년 5월 17일에 확인함.
3. 1 2 3  정지영 (2011년 3월 24일). “진보는 같이 잘 되거나 같이 망하더라고요”. 《민중의소리》. 2019년 3월 11일에 원본 문서에서 보존된 문서. 2021년 5월 17일에 확인함.
4. ↑  김기중 (2018년 7월 13일). ““재기해” “곰” 외치는 페미니즘은 틀렸다”. 《서울신문》. 2019년 4월 11일에 원본 문서에서 보존된 문서. 2021년 5월 17일에 확인함.
5. ↑  안승진 (2018년 8월 7일). ““강단 페미니즘이 워마드 지렛대 역할…그들은 혐오의 장사꾼””. 《세계일보》. 2018년 8월 17일에 원본 문서에서 보존된 문서. 2021년 5월 17일에 확인함.
6. ↑  김소정 (2018년 8월 9일). “오세라비 “워마드 회원 일부, 박근혜 ‘햇님’으로 모셔…박정희 비판 금기시””. 《동아일보》. 2019년 11월 18일에 원본 문서에서 보존된 문서. 2021년 5월 17일에 확인함.
7. ↑  이현준 (2020년 7월 31일). ““민주당의 페미니즘은 정치 전략일 뿐” ‘그 페미니즘은 틀렸다’의 저자 오세라비 작가”. 《여성동아》. 2020년 8월 10일에 원본 문서에서 보존된 문서. 2021년 5월 17일에 확인함.
8. ↑  kiwicandy (2018년 9월 16일). “좋은 소식 있어서 전해드립니다.”. 《네이버 카페》. 2018년 11월 4일에 원본 문서에서 보존된 문서. 2018년 11월 4일에 확인함.
9. ↑  manager. “하태경 새보수당 창준위원장, ‘젠더갈등해소특위’ 구성해청년세대 최대 이슈인 젠더갈등 해결책 마련한다”. 《새로운보수당》. 2020년 2월 17일에 원본 문서에서 보존된 문서.